# ヒメフォーク
ヒメフォークは和菓子やフルーツ用に日本で考案されたフォーク。日本以外ではほとんど見かけない。
デザートフォーク、ペストリーフォーク（ケーキフォーク）より小型のフォークである。日本ではケーキを食する際にもケーキフォークではなくヒメフォークを用いることも多い。
日本で最初に考案されたカトラリーであるとされる。
燕物産（新潟県）八代目の捧吉右衛門が1914年頃にヒメフォークの見本を東京から燕市に持ち帰ったという記録がある。